# جيمس داي (مدرب خيول)
جيمس داي (بالإنجليزية: Jim Day) (و. 1946  م) هو مدرب الخيول، وفارس ‏ كندي، شارك في الألعاب الأولمبية الصيفية 1968.

## روابط خارجية
- جيمس داي على موقع أوليمبيديا (الإنجليزية)
- جيمس داي على موقع قاعة كندا للمشاهير الرياضية (الإنجليزية)